# Slaget vid Wojnicz
Slaget vid Wojnicz var ett stort fältslag under Karl X Gustavs polska krig, mellan Sverige och Polen. Svenskarna vann, och Polens kung Johan II Kasimir flydde från Polen.